# Märt Väljataga

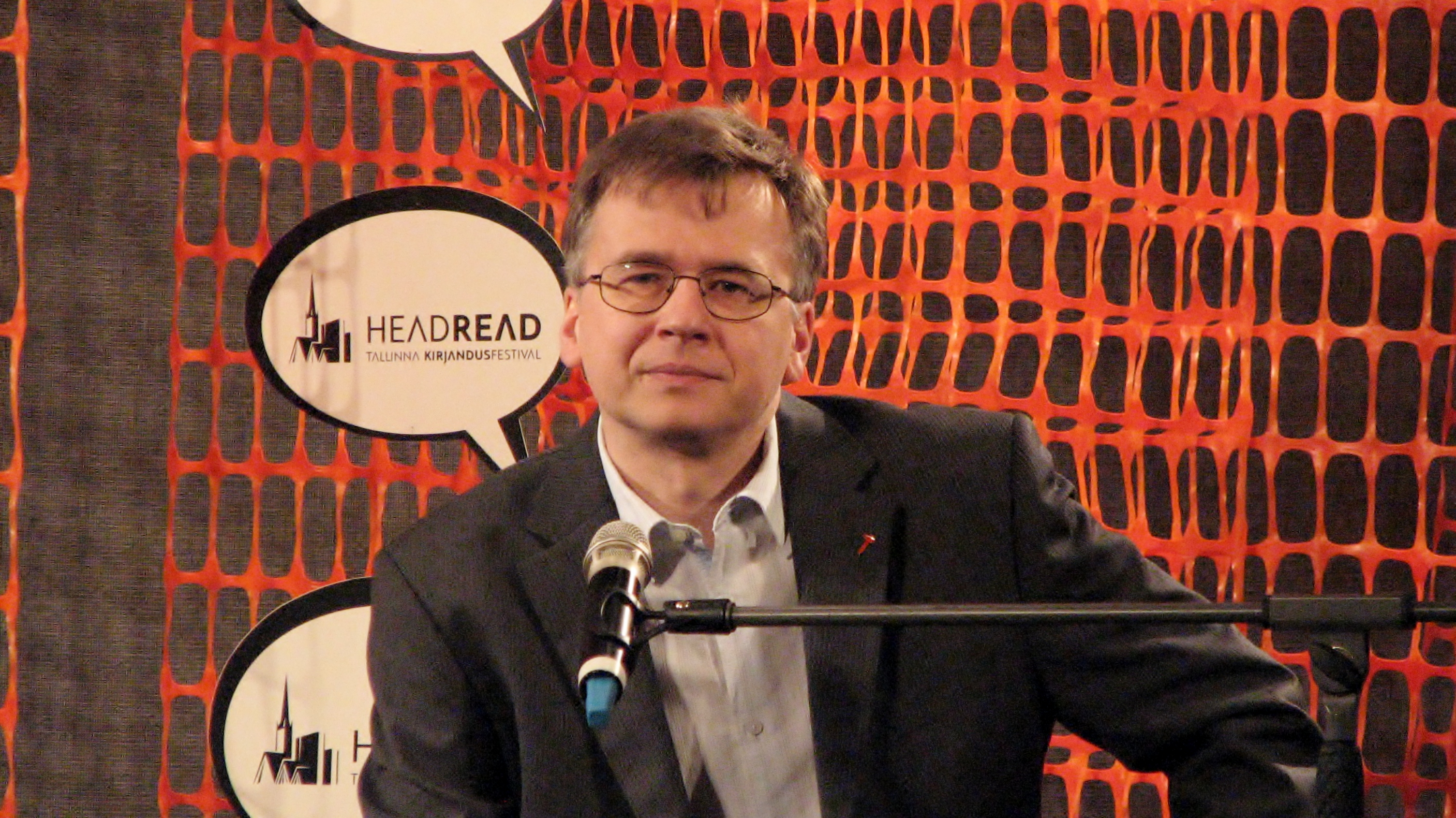
Märt Valjataga 2012

Märt Väljataga (* 30. März 1965 in Tallinn) ist ein estnischer Literaturwissenschaftler, Übersetzer und Dichter.

## Leben
Märt Väljataga legte 1983 sein Abitur ab und studierte (mit Unterbrechungen) von 1983 bis 1992 an der Universität Tartu estnische Philologie. Das Studienjahr 1989–1990 verbrachte er an der Indiana University Bloomington. Von 1987 bis 1989, also in der Periode der Singenden Revolution arbeitete er bei der estnischen Kulturzeitschrift Vikerkaar als Redakteur für Belletristik. Dieselbe Position hatte er seit 1991 inne, seit 1995 ist er Chefredakteur von Vikerkaar.
Darüber hinaus nimmt Väljataga zahlreiche Funktionen im literarischen Leben Estlands wahr und ist Dozent am Eesti Humanitaarinstituut. Märt Väljataga ist verheiratet mit der estnischen Übersetzerin Ainiki Väljataga. Sein Bruder Toomas Väljataga ist ein estnischer Verleger.

## Literarisches Werk
Väljataga debütierte gemeinsam mit Ringo Ringvee, Karl Martin Sinijärv und Tõnu Trubetsky in dem Schuber Kassett '88. Danach konzentrierte er sich jedoch relativ schnell aufs Übersetzen und literaturtheoretische Arbeiten, so dass nur noch ein weiterer Gedichtband von ihm erschienen ist. Sein Buch Hunderttausend Milliarden Millenniumsonette enthält zehn Sonette, die jedoch nur den Rohstoff für eine viel größere Anzahl von Sonetten bilden, nämlich die im Titel genannten 100 Billionen (1014). Dank des gleichen Reimes der entsprechenden Zeilen kann man sich nach Belieben neue Sonette zusammenstellen. Die Idee stammt von Raymond Queneau, der 1960 sein Buch Cent mille milliards de poèmes publizierte. Väljataga stellte für einige Zeit auch eine Sonettmaschine im Internet zur Verfügung.

## Bibliografie

### Gedichtbände
- Teine keel ('Eine andere Sprache'), Tallinn: Eesti Raamat 1989.
- Sada tuhat miljardit millenniumisonetti ('Hunderttausend Milliarden Millenniumsonette'), . s. l. Vagabund 2000.

### Essays auf Deutsch
- Warten auf den großen estnischen Roman, in: wespennest nr. 151, Mai 2008, S. 16–20; englisches Original in: Estonian Literary Magazine 25 (autumn 2007), S. 4–9. http://www.eurozine.com/articles/2007-06-30-valjataga-en.html
- Hasso Krull: Poststrukturalismus, Paragrammatismus und Programmfreiheit, in: Estonia 2/2001, S. 46–49.

## Übersetzungen
Väljataga übersetzt vornehmlich aus dem Englischen und konzentriert sich auf klassische und moderne Lyrik. An Prosa hat er beispielsweise Kapitel aus James Joyce’ Ulysses und philosophische und theoretische Werke übersetzt.

## Sekundärliteratur
- Cornelius Hasselblatt: Dichtung und Mathematik, in: Estonia 2/2002, S. 9–12.
- Märt Väljataga / Marek Tamm: Teekond Kirjasõna Vabariigis, in: Looming 3/2015, S. 382–392
- Humanitaar peaks oma objekti kummastama. Vestlus Märt Väljatagaga, in: Keel ja Kirjandus 3/2015, S. 178–184.